# Monilinia johnsonii

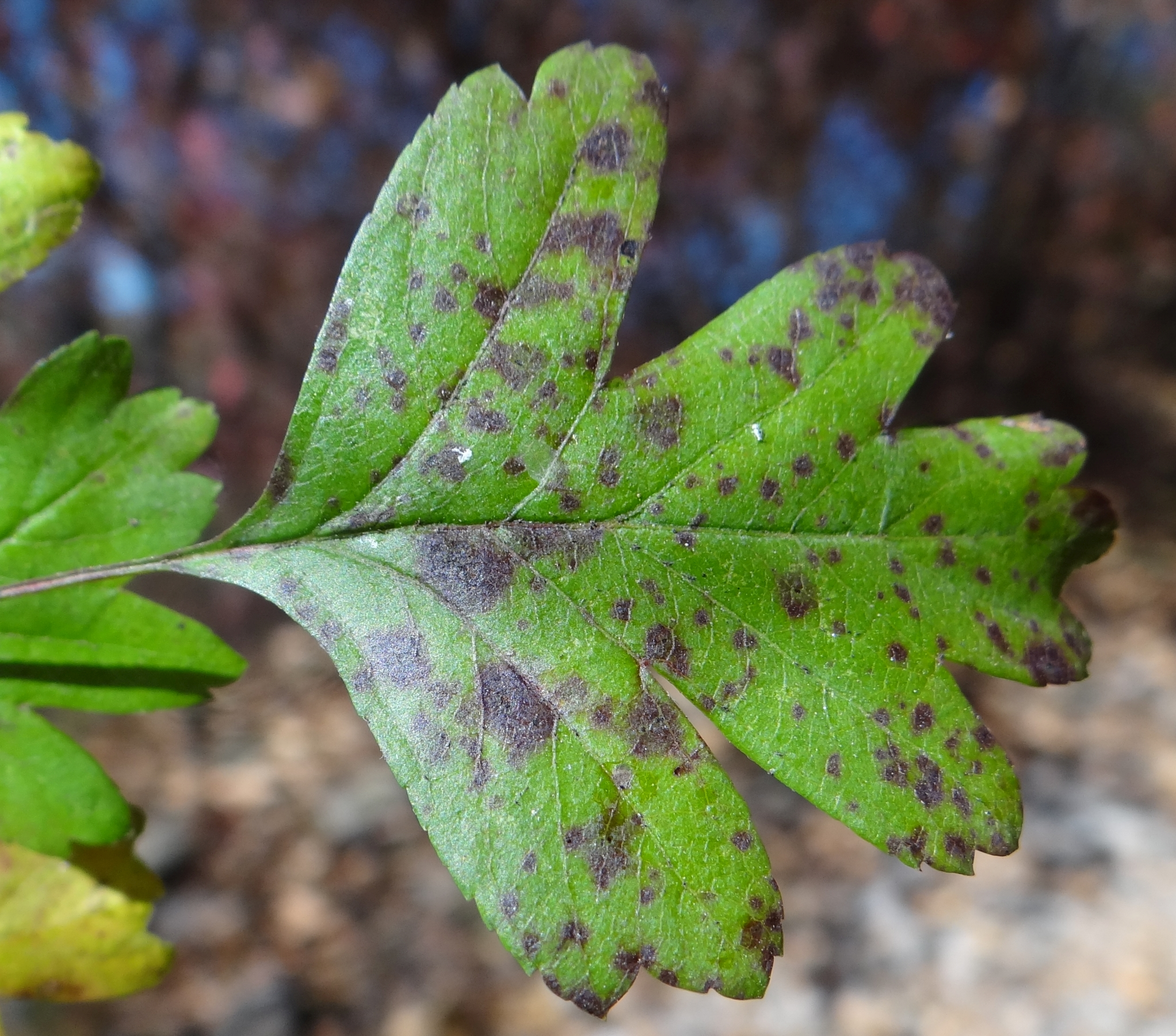
Plamy na liściach głogu wywołane przez anamorfę

Monilinia johnsonii (Ellis & Everh.) Honey) – gatunek grzybów z rodziny twardnicowatych (Sclerotiniaceae). Grzyb mikroskopijny, saprotrof i pasożyt głogu (Crataegus).

## Systematyka i nazewnictwo
Pozycja w klasyfikacji według Index Fungorum: Monilinia, Sclerotiniaceae, Helotiales, Leotiomycetidae, Leotiomycetes, Pezizomycotina, Ascomycota, Fungi.
Po raz pierwszy zdiagnozowali go w 1894 r. J.B. Ellis i B.M. Everhart nadając mu nazwę Ciboria johnsonii. Obecną, uznaną przez Index Fungorum nazwę nadał mu E. Honey w 1936 r.
Synonimy:
- Ciboria johnsonii Ellis & Everh. 1894
- Monilia crataegi Died. 1904
- Sclerotinia crataegi 1905
- Sclerotinia johnsonii (Ellis & Everh.) Rehm 1906

## Rozmnażanie i rozwój
Anamorfa jest pasożytem. Rozwija się na liściach głogu powodując plamistość liści. W obrębie plam na konidioforach wytwarzane są zarodniki konidialne, które porażają owoce głodu. Na zmumifikowanych, opadłych i zazwyczaj zagrzebanych przynajmniej częściowo w ziemi owocach głodu tworzy się teleomorfa, która jest saprotrofem. Ma postać początkowo dzbankowatego, potem miseczkowatego, w końcu talerzykowatego apotecjum o średnicy 3–9(12) mm. Zarówno wewnętrzna, jak i zewnętrzna strona jest tego samego koloru – od jasnobrązowego do ciemnobrązowego i ma łagodny, stęchły, ziemisty zapach. Obrzeże apotecjum często ma białawy kolor. W apotecjum wytwarzane są hialinowe askospory o średnicy 10–14 μm. Wiosną dokonują one infekcji pierwotnej na liściach głogu.